# 会ってすぐ全部
「会ってすぐ全部」 は、ザ・クロマニヨンズの楽曲である。

## 解説
「会ってすぐ全部」はザ・クロマニヨンズの13thアルバム「PUNCH」の1曲目に収録された。

## ライブパフォーマンス
「会ってすぐ全部」はザ・クロマニヨンズの「ツアーPUNCH2019-2020」でも公演の1曲目に演奏された。

## 参加アーティスト
- 甲本ヒロト（ボーカル）
- 真島昌利（ギター）
- 小林勝（ベース）
- 桐田勝治（ドラムス）